# فینارت
فینارت (به هلندی: Fijnaart) یک منطقهٔ مسکونی در هلند است که در موردیک واقع شده‌است. فینارت ۶٫۲۶۱ نفر جمعیت دارد.